# 南小国町立満願寺小学校

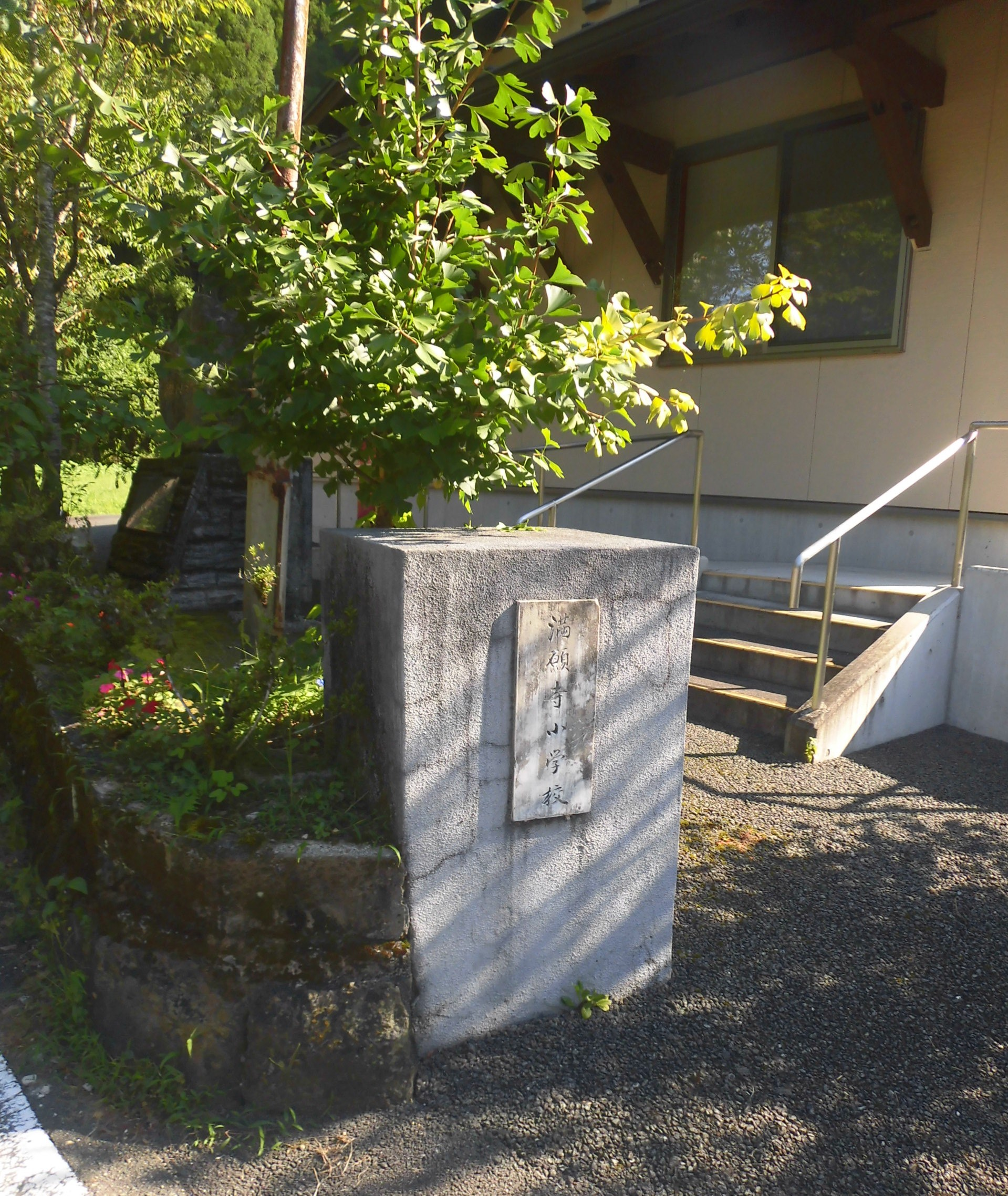
門柱

南小国町立満願寺小学校（みなみおぐにちょうりつ まんがんじしょうがっこう）は、かつて熊本県阿蘇郡南小国町満願寺にあった公立の小学校。
2004年（平成16年）3月末をもって閉校し、南小国町立りんどうヶ丘小学校に統合された。

## 概要
歴史
1875年（明治8年）創立。創立から129年たった2004年（平成16年）に閉校した。
校章
中央に校名の略称である「満小」の文字（縦書き）を配している。
校歌
作詞は山口白陽、作曲は滝本泰三による。歌詞は3番まであり、各番の歌詞中に校名の「満願寺」が登場する。

## 沿革
- 1875年（明治8年）6月 - 「公立志津小学校」が創立。
- 1889年（明治22年）4月1日 - 町村制施行により、阿蘇郡3村（赤馬場・満願寺・中原）が合併の上、「南小国村」が発足。
- 1890年（明治23年） - 「志津簡易教場」と改称。
- 1892年（明治25年） - 「志津尋常小学校」と改称。
- 1908年（明治41年）4月 - 改正小学校令により、尋常科（義務教育年限）が4年制から6年制に改められる。尋常科5年を新設。
- 1909年（明治42年）
  - 4月 - 尋常科6年を新設。
  - この年 - 改築。
- 1921年（大正10年）- 農業補習学校を併置。
- 1923年（大正12年） - 高等科を併置の上、「満願寺尋常高等小学校」と改称。
- 1941年（昭和16年）4月1日 - 国民学校令施行により、「南小国村満願寺国民学校」と改称。尋常科を初等科に改める。
- 1947年（昭和22年）4月1日 - 学制改革（六・三制の実施）により、新制小学校「南小国村立満願寺小学校」に改組・改称。
- 1969年（昭和44年）11月1日 - 「南小国町立満願寺小学校」（最終名）と改称。
- 2004年（平成16年）3月31日 - 南小国町立りんどうヶ丘小学校への統合により、閉校。
  - この時、南小国町立黒川小学校、南小国町立星和小学校の2校も統合された。
  - 閉校後、校舎は解体され、跡地には南小国町公民館満願寺分館が建てられている。

## 交通アクセス
最寄りの幹線道路
- 熊本県道40号南小国波野線

## 周辺
- 南小国町公民館満願寺分館
- 満願寺温泉
- 満山神社
- 満願寺
- 北條三氏の墓